# 米納勒爾希爾 (內華達州)
米納勒爾希爾（英語：Mineral Hill）是位於美國內華達州尤里卡縣的鬼鎮。

## 歷史
米納勒爾希爾的郵局於1871年設立，1890年關閉後又於1902年重啟，最終於1914年停運。

## 地理
米納勒爾希爾所處的海拔為高於海平面1941米（即6368英呎），而該地所採用的時區為UTC-8，即太平洋时区（PST）。同時該地設有夏令時間，為UTC-8調快一小時，即UTC-7（PDT）。